# IRTAW
El IRTAW (International Real-Time Ada Workshop) es un congreso científico sobre sistemas de tiempo real, centrado especialmente en el lenguaje de programación Ada aunque también se habla sobre otros lenguajes como Java para Tiempo Real.
Los primeros congresos se llamaban International Workshop on Real-Time Ada Issues, y alguno de los más recientes ha sido publicitado como International Real-Time Applications Workshop.
Uno de los mayores logros del IRTAW es la definición del perfil de Ravenscar, que se ha convertido en un estándar de facto entre los sistemas de alta integridad. El perfil Ravenscar es parte del lenguaje Ada desde su estándar 2005.

## Historia
Algunas de las reuniones celebradas han sido:
- 1.ª - IRTAW'87 - Morehampstead, Devon (Reino Unido), 13–15 de mayo de 1987
- 2.ª - IRTAW'88 - Moretonhampstead, Devon (Reino Unido), 1–3 de junio de 1988
- 3.ª - IRTAW'89 - Farmington, Pennsylvannia (Estados Unidos), 1989
- 4.ª - IRTAW'90 - Pitlochry, Perthshire (Reino Unido), 16–20 de julio de 1990

- 8.ª -  IRTAW'97 - Ravenscar, North Yorkshire (Reino Unido), 8–11 de abril de 1997
- 9.ª - IRTAW'99 - Wakulla Springs Lodge, Florida (Estados Unidos), 9–11 de marzo de 1999
- 10.ª - IRTAW 10 - Las Navas del Marqués, Ávila (España), 18–22 de septiembre de 2000
- 11.ª - IRTAW 11 - Mont-Tremblant, Quebec (Canadá), 9–12 de abril de 2002
- 12.ª - IRTAW 12 - Viana do Castelo (Portugal), 15–19 de septiembre de 2003
- 13.ª - IRTAW 13 - Woodstock, Vermont (Estados Unidos), 17–19 de abril de 2007
- 14.ª - IRTAW 14 - Portovenere (Italia), 7-9 de octubre de 2009
- 15.ª - IRTAW 15 - Liébana, Cantabria (España), 14-16 de septiembre de 2011
- 16.ª - IRTAW16 - York (Reino Unido), 17-19 de abril de 2013
- 17.ª - IRTAW17 - Bennington, Vermont (Estados Unidos), 20-22 de abril de 2015
- 18.ª - IRTAW18 - Benicàssim, Castelló (España), 11-13 de abril de 2016

## Enlaces relacionados
- Ada
- Java
- Perfil de Ravenscar